# 郭美貞
郭美貞（英語：Helen Quach，1940年7月4日—2013年7月31日），祖籍廣東、出生於越南胡志明市的指揮家。她在台灣有個綽號稱「女暴君」。

## 生平

### 早年生活
出生於法屬印度支那一個華僑家庭；她的父親郭榕滔是一位商人，母親名叫周仰正。幼年時，郭美貞在母親經常演奏鋼琴的耳濡目染下對音樂產生興趣，並由母親親自啟蒙相關技藝。
十歲時，郭美貞由一位澳洲籍女士帶往雪梨，並隨後進入一所以培養音樂人才聞名的天主教會學校就讀。十五歲時，郭美貞考入悉尼音樂學院就讀；當時，她師從亞歷山大·斯韋延斯基，並主修鋼琴、副修作曲。1959年，郭美貞師從指揮家尼古拉·馬爾科。1964年，郭美貞獲獎學金前往意大利，先後跟隨卡洛塞奇及約翰·巴比羅利等多位指揮家學習指揮方法。

### 發展時期
1965年，郭美貞代表中華民國至哥本哈根參加國際指揮比賽，並獲選為十位傑出青年指揮之一。
1967年1月，郭美貞代表中華民國參加由紐約愛樂舉辦的米卓普羅斯指揮大賽（International Dimitri Mitroprulos Competition），並與其他三名指揮同獲首獎，伯恩斯坦親自邀請她擔任助理指揮（暨希薇亞·卡朵夫1960紐約愛樂, 郭美珍為樂壇得知第二位伯恩斯坦錄用的女性指揮）；當時，她以其女性身分與東方面孔備受西方樂壇注目，並因而成為第一位聞名世界的台灣女性指揮。
1971年，郭美貞返回悉尼創辦歌倫佳愛樂樂團並擔任總監一職。
1974年，郭美貞被聘為馬尼拉交響樂團指揮及音樂總監；同年，她於12月27日至29日和香港管弦樂團首次合作演出三場，並因反應熱烈加演一場。
同時，郭美貞也多次接受蔣宋美齡邀請至臺灣擔任兒童交響樂團指揮。
她曾擔任國立台灣交響樂團指揮。任期不明。
1979年，國泰集團董事長蔡辰男等人出資聘請郭美貞組織「臺北愛樂交響樂團」；此後，她在該樂團擔任指揮至1983年解散為止。她在西方社會活躍不已，在台灣的重金禮聘邀請她回來，而台灣當時並未預備好接受女性指揮，郭美貞最後因嚴重的語言邏輯和文化代溝，以及亞洲傳統思想對女性既定的標準，導致她在台灣的職業相當顛頗。隨後返回澳洲定居。

### 晚年
1989年，郭美貞再度前往臺灣尋求擔任樂團指揮或學校教師的機會，但因故隨後返回澳洲。
1990年，郭美貞接受邀請於中正文化中心舉辦聖桑「動物狂歡節」樂舞劇時任「新台北管絃樂團」客席指揮。
郭美貞在晚年飽受乳腺癌之苦，並曾因不願接受手術等治療而隱居於菲律賓巴拉望省公主港，期望以大自然環境療養緩解，但最終仍因癌細胞持續擴散而返回悉尼休養。
2013年7月31日，病逝於澳大利亚堪培拉。

## 外部連結
- 维基共享资源上的相關多媒體資源：郭美貞